# Pycnidiophora aurantiaca
Pycnidiophora aurantiaca är en svampart som först beskrevs av J.N. Rai & J.P. Tewari, och fick sitt nu gällande namn av Mukerji & V.R. Rao 1969. Pycnidiophora aurantiaca ingår i släktet Pycnidiophora och familjen Sporormiaceae.   Inga underarter finns listade i Catalogue of Life.